# 1992 à la télévision
| Années de la télévision : 1989 - 1990 - 1991 - 1992 - 1993 - 1994 - 1995    |
| Décennies de la télévision : 1960 - 1970 - 1980 - 1990 - 2000 - 2010 - 2020 |

Cet article présente les faits marquants de l'année 1992 à la télévision.

## Évènements
- 12 janvier (à vérifier) : Disparition des speakerines sur TF1.
- 1er avril : La Deutsche Welle lance sa chaîne de télévision par satellite en allemand et en anglais, DW-TV.
- 12 avril : En France, La Cinq diffuse sa dernière émission et "prie ses téléspectateurs de l'excuser pour l'interruption définitive de l'image et du son". À minuit, l'écran noir succède à la chaîne qui vient de mourir en direct.

Le même jour Eurodisney (renommé plus tard Disneyland Paris) ouvre ses portes à 9 h 01, comme le veut la tradition.
- 30 mai : En France, La Sept perd son rôle de diffuseur au profit d’Arte mais subsiste sous la forme de société d’édition de programme. Naissance de la chaîne culturelle franco-allemande Arte diffusée sur TDF 1 et 2, DFS1-Kopernikus ainsi que par câble en France et en Allemagne.
- 31 août: naissance de M6 Kid,diffusee sur M6,en remplacement de Graffi'6 qui a diffusee entre 1987et 1990.
- 7 septembre : La présidence  commune des chaînes publiques françaises Antenne 2 et FR3 est baptisée France Télévision. Antenne 2 devient France 2 et FR3 devient France 3.
- 26 septembre : La chaîne culturelle franco-allemande Arte succède à l'écran noir sur le cinquième réseau hertzien français chaque jour entre 19 h
- 1er octobre : Naissance de la chaîne de télévision Cartoon Network.
- 31 octobre : La chaîne allemande RTL Plus est rebaptisée RTL Television.
- 14 novembre : Naissance de la première télévision par satellite française grand public CanalSatellite, le premier bouquet français.
- 19 novembre : Sur Canal J, première diffusion d'une adaptation de la chanson Les bêtises à l'école d'Henri Dès en dessin animé.
- 5 décembre : Gains du Téléthon : 309 millions de francs.
- 26 décembre : Grâce à son émission exceptionnelle Le grand bluff, diffusée sur TF1, Patrick Sébastien bat un record d'audience : 17,5 millions de spectateurs, soit 3 téléspectateurs sur 4. Il entre donc au Guinness Book des records.
- Naissance de France Supervision, première chaîne thématique de France Télévision diffusant au format D2MAC 16/9 en stéréo sur le satellite Télécom 2A et sur le câble les programmes de France 2 et France 3.

## Émissions
- Le Cercle de minuit (France 2)
- Coucou c'est nous ! (TF1)
- Les Grosses Têtes (TF1)
- Fort Boyard (Antenne 2/France 2)
- La Piste de Xapatan (Antenne 2)
- Arthur, l'émission impossible (TF1)
- Frou-Frou (France 2)
- Les marches de la gloire (TF1)
- Bas les masques (France 2)
- Savoir plus (France 2)
- Toute la ville en parle (TF1)
- Mystères (TF1)
- État de choc (M6)
- La machine à chanter (Antenne 2)
- Mademoiselle Fifi ou Histoire de rire (Antenne 2)

## Séries télévisées
- 8 janvier : Début de la diffusion de Omer et le fils de l'étoile sur Canal+.
- 9 janvier : Julie Lescaut sur TF1.
- 7 Mars : Début de la diffusion au Japon de la série Sailor Moon.
- 20 avril : Madame est servie, diffusée aux États-Unis sur ABC, s'arrête après 8 saisons.
- 5 mai : Les Aventures de Tintin sur FR3.
- 25 mai : Hélène et les Garçons sur TF1.
- 8 juillet : Début de la série américaine Melrose Place aux États-Unis. Elle est diffusée sur le réseau Fox.
- 21 août : Ren et Stimpy en France sur Canal+ en remplacement de la série Les Simpson.
- 3 octobre : Première saison de la série Highlander aux États-Unis.
- 17 octobre : Les Razmoket en France, sur Canal+ en remplacement de la série Les Simpson.
- 26 novembre : Les Cordier, juge et flic sur TF1.
- 1er décembre : Début de l'émission pour enfants Les Animaux du Bois de Quat'sous au Royaume-Uni.
- Mission top secret, série australienne pour enfants mettant en scène une organisation mondiale d'enfants appelée Alpha Centauri.

## Feuilletons télévisés
- 2 juillet : début de la diffusion des 5 épisodes de Mort à Palerme sur TF1
- 3 juillet : début de la diffusion des 8 épisodes de la saga Les Cœurs brûlés sur TF1.

## Principales naissances
- 22 juillet : Selena Gomez, chanteuse, actrice et productrice américaine.
- 23 juillet : Britne Oldford, actrice canadienne.
- 4 aout : Cole Sprouse, acteur américano-italien.
- 23 novembre : Miley Cyrus, actrice et chanteuse américaine.

## Principaux décès
- 20 février : Dick York, acteur américain (° 4 septembre 1928).
- 26 mars : Claude Darget, journaliste et présentateur de télévision français (° 26 janvier 1910).
- 10 avril : Cec Linder, acteur canadien (° 10 mars 1921).
- 20 avril : Benny Hill, acteur et chanteur comique britannique (° 21 janvier 1924).
- 13 mai : Leo Klatzkin, compositeur américain (° 19 juin 1914).
- 22 mai : Dan Enright, producteur américain (° 30 août 1915).
- 16 septembre : Jack Kelly, acteur américain (° 16 septembre 1927).
- 21 septembre : Bill Williams, acteur américain (° 21 mai 1915).
- 10 novembre : Chuck Connors, acteur américain (° 10 avril 1921).
- 29 novembre : Robert Shayne, acteur américain (° 4 octobre 1900).